# Fernando Calero Gil
Fernando Calero Gil (Santander, 12 de enero de 1974) es un entrenador de baloncesto español.

## Trayectoria
Comenzó como entrenador en 1994 en la cantera del Maristas Madrid San José del Parque donde trabajó hasta 1999, cuando firmó durante una temporada por el Real Canoe Natación Club Baloncesto Masculino para dirigir a su conjunto cadete.
Desde 2000 a 2002 fue entrenador del CB Colmenar Viejo de Liga EBA. En la temporada 2002-03, regresa a la cantera del Maristas Madrid San José del Parque. 
En los años siguiente se consolidaría como entrenador de Primera Nacional donde dirigiría al San Agustín del Guadalix, CB Pozuelo, Baloncesto Fuenlabrada y CB Coslada.
En la temporada 2007-08, firma como entrenador del Embutidos España Gerindote de Liga EBA y en la temporada siguiente se hace cargo del equipo sub-20 del Baloncesto Fuenlabrada.
En la temporada 2008-09, firma como entrenador asistente de Luis Guil en el Baloncesto Fuenlabrada de Liga ACB.
En la temporada 2009-10, dirige al Viten Getafe de Liga EBA, filial de Baloncesto Fuenlabrada. Además, al comienzo de la temporada se incorporaría al cuerpo técnico del primer equipo dirigido por Chus Mateo hasta que su reincorporación del Eurobasket 2009.
En 2014, firma como entrenador asistente de Luis Guil en el Bucaneros de La Guaira de la Liga Profesional de Baloncesto de Venezuela, donde ocupa el cargo durante dos temporadas.
En 2017, tras la marcha de Luis Guil, se hace cargo como primer entrenador del Bucaneros de La Guaira de la Liga Profesional de Baloncesto de Venezuela.
Desde 2019 a 2021, volvería a trabajar con Luis Guil, siendo asistente del Saga Ballooners de B.League.
En la temporada 2021-22, firma como entrenador del Bambitious Nara de la B2.League japonesa.
El 5 de enero de 2023, firma como entrenador asistente de Curro Segura en el San Pablo Burgos de la Liga LEB Oro.

## Clubs
- 1994-1999 : Maristas Madrid San José del Parque. Cantera
- 1999-2000 : Real Canoe Natación Club Baloncesto Masculino. Cantera
- 2000-2002 : CB Colmenar Viejo (Liga EBA)
- 2002-2003 : Maristas Madrid San José del Parque. Cantera
- 2003-2005 : CB Coslada (1ª Nacional)
- 2005-2006 : Fuenlabrada Baloncesto (1ª Nacional)
- 2006-2007: CB Pozuelo (1ª Nacional)
- 2007-2008: Embutidos España Gerindote (Liga EBA)
- 2008-2009: Fuenlabrada Baloncesto (Sub-20)
- 2008-2009: Fuenlabrada Baloncesto (Asistente) (Liga ACB)
- 2009-2010: Viten Getafe (Liga EBA)
- 2010-2011: CB San Agustín del Guadalix  (1ª Nacional)
- 2014-2016: Bucaneros de La Guaira (Asistente) (LPBV)
- 2017: Bucaneros de La Guaira (LPBV)
- 2019-2021: Saga Ballooners (Asistente) (B.League)
- 2021-2022: Bambitious Nara (B2.League)
- 2023-actualidad: San Pablo Burgos (Asistente) (Liga LEB Oro)